# 有光亮太
有光 亮太（ありみつ りょうた、1981年4月21日 - ）は、福岡県飯塚市出身の元サッカー選手、サッカー指導者。ポジションはFW。

## 概要
小学3年生頃からサッカーを開始。高校時代は全国高等学校サッカー選手権大会には出場できなかったが、3年に進級する前にACミランとブレシア・カルチョとACキエーヴォ・ヴェローナのトレーニングに参加している。
当時ヴィッセル神戸から入団のオファーがあったものの、上記の経緯もあり卒業後はイタリアに渡る。当初はブレシアの入団テストを受験する予定だったが、練習に参加していた当時セリエDのレアル・チェザーテからオファーを受け、そのまま入団。しかし1年目のシーズン終了後にクラブが合併することになり、そのまま帰国することとなった。
帰国後は京都パープルサンガやヴィッセル神戸の入団テストを受験するも契約には至らず、2年弱所属クラブがないまま母校の東海大学第五高校で練習を続けた。なお、この間当時九州サッカーリーグに所属していたニューウェーブ北九州から入団のオファーがあったが、断りの連絡を入れている。
2002年のJリーグ終了後にアビスパ福岡の入団テストを受験し、3か月の練習生として入団。翌年5月に正式に選手として契約し、2年目以降出場機会を増やし主力選手となる。
2007年、V・ファーレン長崎に加入し、日本フットボールリーグとJ2昇格に貢献する活躍をした。2013年シーズン終了後、現役を引退。
引退後は長崎県佐世保市でサッカースクール「WORLD STAGE」の代表を務める。また2015年には同市を拠点とするクラブチーム「Club Atletico CELESTE」を立ち上げ、2020年からは九州文化学園高等学校サッカー部の監督に就任している。

## プレースタイル
裏への飛び出しが上手く、ドリブルの切れ味も鋭いストライカー。

## 所属クラブ
- 東海大学第五高校
- 2000年9月 - 2001年5月  レアル・チェザーテ
- 2003年 - 2006年  アビスパ福岡
- 2007年 - 2013年  V・ファーレン長崎

## 個人成績
| 国内大会個人成績 | 国内大会個人成績 | 国内大会個人成績 | 国内大会個人成績 | 国内大会個人成績 | 国内大会個人成績 | 国内大会個人成績 | 国内大会個人成績 | 国内大会個人成績 | 国内大会個人成績 | 国内大会個人成績 | 国内大会個人成績 |
| 年度             | クラブ           | 背番号           | リーグ           | リーグ戦         | リーグ戦         | リーグ杯         | リーグ杯         | オープン杯       | オープン杯       | 期間通算         | 期間通算         |
| 年度             | クラブ           | 背番号           | リーグ           | 出場             | 得点             | 出場             | 得点             | 出場             | 得点             | 出場             | 得点             |
| イタリア         | イタリア         | イタリア         | イタリア         | リーグ戦         | リーグ戦         | イタリア杯       | イタリア杯       | オープン杯       | オープン杯       | 期間通算         | 期間通算         |
| ---------------- | ---------------- | ---------------- | ---------------- | ---------------- | ---------------- | ---------------- | ---------------- | ---------------- | ---------------- | ---------------- | ---------------- |
| 2000-01          | チェザーテ       |                  | セリエD          | -                | -                | -                | -                | -                | -                | -                | -                |
| 日本             | 日本             | 日本             | 日本             | リーグ戦         | リーグ戦         | リーグ杯         | リーグ杯         | 天皇杯           | 天皇杯           | 期間通算         | 期間通算         |
| 2003             | 福岡             | 35               | J2               | 0                | 0                | -                | -                | 0                | 0                | 0                | 0                |
| 2004             | 福岡             | 26               | J2               | 19               | 6                | -                | -                | 2                | 0                | 21               | 6                |
| 2005             | 福岡             | 18               | J2               | 28               | 5                | -                | -                | 2                | 0                | 30               | 5                |
| 2006             | 福岡             | 18               | J1               | 11               | 0                | 3                | 1                | 1                | 0                | 15               | 1                |
| 2007             | 長崎             | 13               | 九州             | 20               | 15               | -                | -                | 3                | 0                | 23               | 15               |
| 2008             | 長崎             | 13               | 九州             | 18               | 16               | -                | -                | -                | -                | 18               | 16               |
| 2009             | 長崎             | 13               | JFL              | 31               | 10               | -                | -                | 2                | 0                | 33               | 10               |
| 2010             | 長崎             | 13               | JFL              | 34               | 13               | -                | -                | 1                | 0                | 35               | 13               |
| 2011             | 長崎             | 13               | JFL              | 32               | 19               | -                | -                | 1                | 0                | 33               | 19               |
| 2012             | 長崎             | 13               | JFL              | 24               | 7                | -                | -                | 2                | 0                | 26               | 7                |
| 2013             | 長崎             | 13               | J2               | 3                | 0                | -                | -                | 0                | 0                | 3                | 0                |
| 通算             | イタリア         | イタリア         | セリエD          | -                | -                | -                | -                | -                | -                | -                | -                |
| 通算             | 日本             | 日本             | J1               | 11               | 0                | 3                | 1                | 1                | 0                | 15               | 1                |
| 通算             | 日本             | 日本             | J2               | 50               | 11               | -                | -                | 4                | 0                | 54               | 11               |
| 通算             | 日本             | 日本             | JFL              | 121              | 49               | -                | -                | 6                | 0                | 127              | 49               |
| 通算             | 日本             | 日本             | 九州             | 38               | 31               | -                | -                | 3                | 0                | 41               | 31               |
| 総通算           | 総通算           | 総通算           | 総通算           | 220              | 91               | 3                | 1                | 14               | 0                | 237              | 92               |

その他の公式戦
- 2004年
  - J1・J2入れ替え戦 2試合0得点

- Jリーグ初出場 - 2004年4月3日 J2 第4節 対ヴァンフォーレ甲府戦 (博多球)
- Jリーグ初得点 - 2004年6月23日 J2 第19節 対湘南ベルマーレ戦 (平塚)

## タイトル

### 個人
- 2011年 日本フットボールリーグベストイレブン

## 指導歴
- 2020年 -   九州文化学園高等学校サッカー部 監督